# Amaury de Chartres
Pour les articles homonymes, voir Amaury.
Amaury de Chartres ou Amaury de Bène (en latin, Amalricus de Bene ; né vers 1150 ; mort en 1206 ou 1209) est un philosophe et théologien français du XIIe siècle.

## Biographie

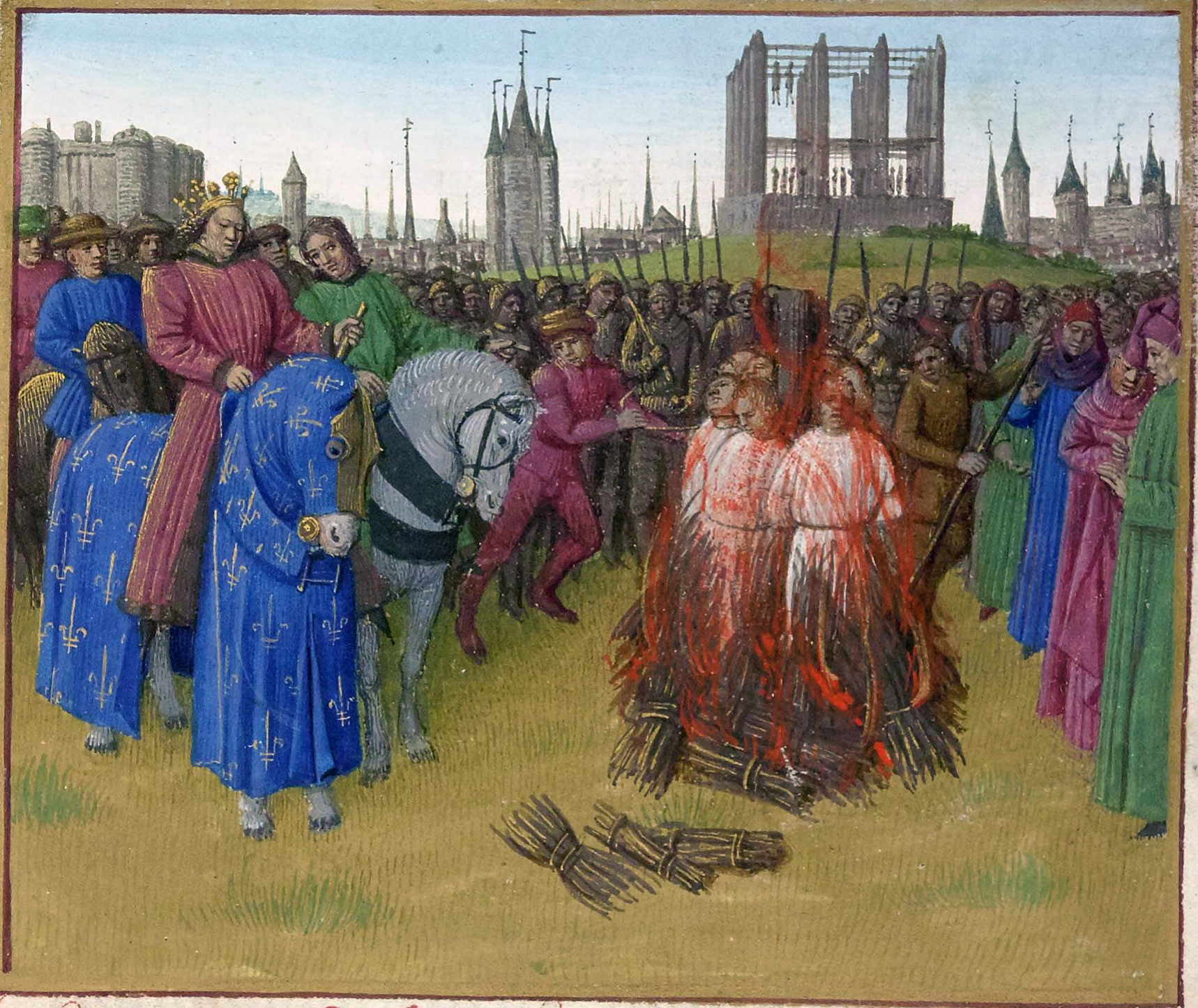
Le supplice des Amauriciens représenté par Jean Fouquet dans une enluminure ornant les Grandes Chroniques de France, Bibliothèque nationale de France, XVe siècle.

Né vers 1150 à Bennes, petit village partagé aujourd'hui entre les communes d'Ollé et Chauffours, à l'ouest de Chartres, il professe une sorte de panthéisme mystique, dit du Libre-Esprit, qu'il puise dans les écrits de Jean Scot Érigène. Son panthéisme est condamné par l'Université, en 1204 par le pape Innocent III et, en 1215, par les statuts de l'Université de Paris, par la constitution Damnamus du IVe concile du Latran.
Magister, il enseigne la théologie et la philosophie à l'université de Paris. Il eut un grand nombre de disciples, parmi lesquels on remarque David de Dinant. On nomme ceux-ci les Amauriciens : un grand nombre d'entre eux furent jugés au cours d'un synode provincial réuni à Paris en 1210, et brûlés en dehors de Paris, au-delà de la porte des Champeaux, après avoir été livrés à la justice royale.
Au cours de cette répression, Amaury de Bène était mort depuis peu. Il fut excommunié. Son corps fut alors exhumé et dispersé sur du fumier dans le cimetière Saint-Nicolas-des-Champs.

## Philosophie

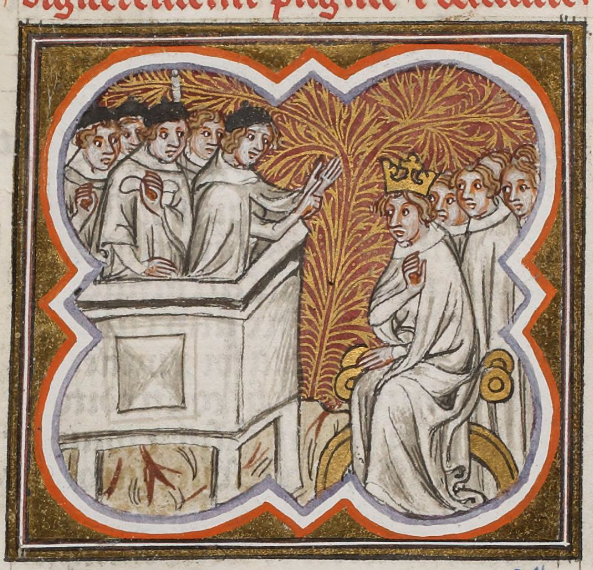
Amaury de Chartres enseignant, XIVe siècle.

"Amaury [de Bène] et David [de Dinant] ont soutenu tous deux des thèses 'panthéistes', mais de contenus différents. Pour le premier, 'tout est un parce que tout ce qui est, est Dieu'... Saint Paul dit que Dieu sera tout en toutes choses ; mais il n'y aura pas de changement en Dieu : il est donc tout ce qu'il sera, et est (dès à présent) tout en toutes choses. D'autres conclusions sortaient de là : Dieu est partout, donc en tout lieu (in omni loco), donc en quelque lieu que ce soit (alicubi), et pierre dans la pierre. de même, il est toujours, donc dans le temps" (Jean Jolivet, apud Histoire de la philosophie, Pléiade, t. II, p. 1365). Le "panthéisme formel" d'Amaury tient dans cette formule : Dixerunt Deum esse principium formale omnium rerum (les amauriciens ont dit que Dieu est le principe formel de toutes choses). Ou dans celle-ci : Quicquid est est Deus (tout ce qui est est Dieu). - En revanche, David de Dinant (fin XIIe s. - début XIIIe s.) défend un "panthéisme matérialiste".

## Bibliographie

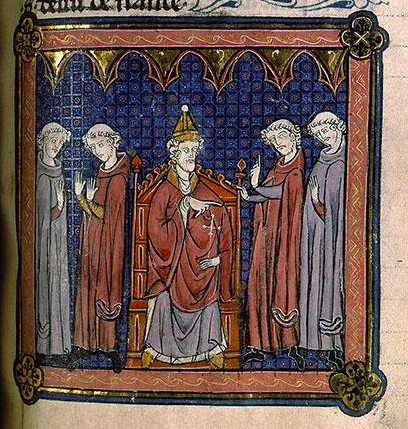
Innocent III condamnant Amaury de Chartres, v. 1275-80.

### Œuvres et documents
- Œuvres : "en traduction française : aucune. En latin : aucune. On possède, en revanche, un texte contre les amauriciens : in C. Baeumker, Contra Amaurianos. Ein anonymer wahrscheinlich dem Garnerius von Rochefort..., Münster, Aschendorff, 1926" (Benoît Patar, Dictionnaire des philosophes médiévaux, Québec, Fides, 2006, p. 56). Garnier de Rochefort (1140 ? - 1225 ?), Contra amaurianos, Turnhout, Brepols, coll. "Corpus christianorum. Continuatio mediaevalis", 2010, XCIV-104 p. (introduction en italien Paolo Lucentini).
- Marie-Thérèse d'Alverny, "Un fragment du procès des amauriciens", Archives d'histoire doctrinale et littéraire du Moyen Âge, vol. XXV-XXVI, 1950-1951, p. 325-336. Reproduit dans La pensée médiévale en Occident, Variorum, 1995, p. 325-336.

### Études
- Marie-Nicolas Bouillet  et Alexis Chassang (dir.), « Amaury de Chartres » dans Dictionnaire universel d’histoire et de géographie, 1878 (lire sur Wikisource)
- Henri Delacroix, Essai sur le mysticisme spéculatif en Allemagne au XIVe siècle, (1900), Chapitre II : Amaury de Bène et les amalriciens, rééd. Éditions localement transcendantes, Puyméras, 2022.
- Michel Onfray, Contre-histoire de la philosophie, vol. 2 : Le Christianisme hédoniste, Grasset, 2006 [détail de l’édition], p 91-98.
- Barthélémy Hauréau, De la philosophie scolastique (1848), t. I.
- Catherine Capelle, Autour du décret de 1210, t. III : Amaury de Bène, étude sur son panthéisme formel, préface Etienne Gilson, Vrin, 1932, 118 p., rééd. 2002.
- Jeffrey Burton Russell, The Influence of Amalric of Bene in Thirteenth Century Pantheism, Berkeley, University of California, 1957.
- J. M. Thijssen, "Master Amalric and the almaricians: Inquisitorial procedure and the suppression of heresy at University of Paris", Speculum, vol. LXXI, 1996, no 1, p. 43-65.